# Hodgsons bergvink
De Hodgsons bergvink (Leucosticte nemoricola) is een zangvogel uit de familie Fringillidae (vinkachtigen).

## Verspreiding en leefgebied
Deze soort telt twee ondersoorten:
- Leucosticte nemoricola altaica: van noordoostelijk Afghanistan tot oostelijk Kazachstan en oostelijk tot zuidelijk Siberië, westelijk Mongolië, noordwestelijk China en de noordwestelijke Himalaya.
- Leucosticte nemoricola nemoricola: van centraal Tibet en de centrale Himalaya tot centraal China.